# Karin Feuerstein-Praßer
Karin Feuerstein-Praßer (geboren 1956) ist eine ehemalige Lehrerin, Historikerin und Sachbuch-Autorin und insbesondere Verfasserin von Frauen-Biographien.
Karin Feuerstein-Praßer studierte an der Universität zu Köln die Fächer Geschichte, Philosophie und Politische Wissenschaften. Nach mehrjähriger Tätigkeit im Schuldienst begann sie ihre Arbeit als freie Historikerin und Sachbuchautorin. Feuerstein-Praßer lebt und arbeitet in Köln.

## Schriften (Auswahl)
- Englands Königinnen aus dem Hause Hannover (1714–1901). Verlag Friedrich Pustet, Regensburg 2014, ISBN 978-3-7917-2568-0 und ISBN 978-3-7917-6018-6.
- Europas Urahnen. Vom Untergang des Weströmischen Reiches bis zu Karl dem Großen. Regensburg 1993, ISBN 3-7917-1383-3.
- Die deutschen Kaiserinnen 1871–1918. Regensburg 1997, ISBN 3-7917-1545-3. (auch als TB, München 2008)
- Die preußischen Königinnen. Regensburg 2000, ISBN 3-7917-1681-6. (auch als TB München 2008)
- „Ich gehe immer aufs Ganze“. 10 Frauenporträts. Regensburg 2002, ISBN 3-7917-1808-8. (als TB Frauen, die aufs Ganze gingen. München 2008)
- „Wenn es die Frau Kurfürstin nicht gäbe“ – Sophie von Hannover. Regensburg 2004, ISBN 3-7917-1867-3.
- Friedrich der Große und seine Schwestern. Regensburg 2006, ISBN 3-7917-2016-3. (auch als TB München 2014)
- mit Franz Metzger: Die Geschichte des Ordenslebens. Von den Anfängen bis heute. Freiburg 2006, ISBN 3-451-29093-6.
- Caroline von Braunschweig. Englands ungekrönte Königin. Regensburg 2009, ISBN 978-3-7917-2224-5.
- Augusta. Kaiserin und Preußin. München 2011, ISBN 978-3-492-26456-3.
- mit Karin Schneider-Ferber: Da hielt die Welt den Atem an. Ereignisse und Schauplätze, die Schlagzeilen machten. Ravensburg 2011, ISBN 978-3-473-55281-8.
- „Ich bleibe zurück wie eine Gefangene“. Elisabeth Christine und Friedrich der Große. Regensburg 2011, ISBN 978-3-7917-2366-2.
- Gefährliche Verwandtschaft. Streit und Intrigen am Hof. Stuttgart 2012, ISBN 978-3-8062-2506-8.
- Sophie Dorothea. Das Leben der Mutter Friedrichs des Großen. München 2014, ISBN 978-3-492-30541-9.
- Bettgeschichten. Schlafzimmergeheimnisse aus fünf Jahrhunderten. Darmstadt 2014, ISBN 978-3-8062-2768-0.
- Die Frauen der Dichter. Leben und Lieben an der Seite der Genies. München 2015, ISBN 978-3-492-30561-7.
- Die Geschichte der Alexianer. Von den Anfängen bis zur Gegenwart. Münster 2015, ISBN 978-3-930330-25-6.
- Liselotte von der Pfalz. Ein Leben am Hof Ludwigs XIV. Regensburg 2016, ISBN 978-3-7917-2790-5.
- Alice von Battenberg – Die Schwiegermutter der Queen. Ein unkonventionelles Leben. München 2020, ISBN 978-3-492-31545-6.